# Studio Pierrot
A Studio Pierrot (スタジオぴえろ) japán animációs vállalat, ami 1979-ben alapították, a Tatsunoko Production korábbi alkalmazottai. Őket tartják a magical girl műfaj szakembereinek.
A cégnek egy egyszerű logója van, ami egy bohóc arcát ábrázolja. A Pierrot egy japán szó a bohócra, amit a francia nyelvből vettek át.

## Televíziósorozatok
Megjegyzés: A lista nem teljes

### 1980–as évek
- Nils Holgersson csodálatos utazása a vadludakkal (Nils no fusigi na tabi) (1980. január – 1981. március) – 52 epizód
- Urusei Yatsura (1981. október – 1986. március) – egész a 129. epizódig
- Maichingu Machiko–sensei (1981. október – 1983. október) – 95 epizód
- A titokzatos aranyvárosok (Taijó no ko esteban) (1982. június – 1983. június) – 39 epizód – DiC koprodukció
- Csip-csup csodák (Spoon Obaaszan) (1983. április – 1984. március) – 50 epizód
- Mahō no Tenshi Creamy Mami (Creamy Mami, the Magic Angel) (1983. július – 1984. június) – 52 epizód
- Chikkun Takkun (1984. április – 1984. szeptember) – 23 epizód
- Mahō no Yosei Persia (Persia, the Magic Fairy) (1984. július – 1985. május) – 48 epizód
- Sei Jūshi Bismark (Saber Rider and the Star Sheriffs) (1984. október – 1985. szeptember) – 51 epizód
- Mahō no Star Magical Emi (Magical Emi, the Magic Star) (1985. június – 1986. február) – 38 epizód
- Ninja Senshi Tobikage (Ninja Robots) (1985. október – 1986. július) – 43 epizód
- Mahō no Idol Pastel Yūmi (Pastel Yumi, the Magic Idol) (1986. március – 1986. augusztus) – 25 epizód
- Anmitsu Hime (1986. október – 1987. szeptember) – 51 epizód
- Ganbare, Kikka–zu! (1986. október – 1987. március) – 23 epizód
- Kimagure Orenjie ☆ Rōdo (1987. április – 1988. március) – 48 epizód
- Norakuro–kun (1987. október – 1988. október) – 50 epizód
- Osomatsu–kun (1988. február – 1989. december) – 86 epizód
- Moeru! Onii–san (The Burning Wild Man) (1988. március – 1988. szeptember) – 24 epizód
- Magical Hat (1989. október – 1990. július) – 33 epizód

### 1990–es évek
- Heisei Genius Bakabon (1990. január – 1990. december) – 46 epizód
- Karakuri Kengō Den Musashi Lord (Musashi, the Samurai Lord) (1990. október – 1991. szeptember) – 50 epizód
- Edokko Boy Gatten Tasuke (Tasuke, the Samurai Cop) (1990. október – 1991. március) – 22 epizód
- Ore wa Chokakku (Chokakku, the Stubborn Samurai Boy) (1991. január – 1991. október) – 36 epizód
- Chiisa na Obake Atchi, Kotchi, Sotchi (Three Little Ghosts) (1991. április – 1992. március) – 50 epizód
- Marude Dameo (1991. november – 1992. szeptember) – 47 epizód
- Nontan to issho (1992. október – 1994. március) – 263 epizód
- Yu Yu Hakusho – A szellemfiú (1992. október – 1995. január) – 112 epizód
- Tottemo! Luckyman (1994. április – 1995. március) – 50 epizód
- NINKU (1995. január – 1996. február) – 55 epizód
- Fushigi Yūgi (The Mysterious Play) (1995. április – 1996. március) – 52 epizód
- Midori no Makibaoh (1996. március – 1997. július) – 61 epizód
- Hajime Ningen Gon (1996. március – 1997. április) – 39 epizód
- Aka–chan to Boku (1996. július – 1997 március) – 35 epizód
- Hyper Police (1997. április – 1997. szeptember) – 25 epizód
- CLAMP School Detectives (1997. május – 1997. október) – 26 epizód
- Flame of Recca (1997. július – 1998. július) – 42 epizód
- Takoyaki Mantoman (1998. április – 1999. szeptember) – 77 epizód
- Mahō no Stage Fancy Lala (Fancy Lala) (1998. április – 1998. szeptember) – 26 epizód
- Neo Ranga (1998. április – 1999. szeptember) – 48 epizód
- Dokkiri Doctor (1998. október – 1999. június) – 26 epizód
- Yoiko (1998. november – 1999. március) – 20 epizód
- Chiisana Kyojin Microman (1999. január – 1999. december) – 52 epizód
- Power Stone (1999. április – 1999. szeptember) – 26 epizód
- Tenshi ni Narumon! (I'm Gonna Be An Angel!) (1999. április – 1999. szeptember) – 26 epizód
- GTO (Great Teacher Onizuka) (1999. június – 2000. szeptember) – 43 epizód
- Barbapapa Sekai wo Mawaru (1999. július – 1999. október) – 20 epizód
- Guru Guru Town Hanamaru–kun (1999. október – 2001. szeptember) – 101 epizód
- Rerere no Tensai Bakabon (1999. október – 2000. március) – 24 epizód

### 2000–es évek
- Oh! Super Milk–chan (The Super Milk–chan Show) (2000. január – 2000. április) – 12 epizód
- Gensōmaden Saiyūki (2000. április – 2001. március) – 50 epizód
- Ajasi no Ceres (2000. április – 2000. szeptember) – 24 epizód
- Bújj, bújj, szellem! (2000. október – 2001. március) – 20 epizód
- Super Gals! Kotobuki Ran (2001. július – 2002. szeptember) – 52 epizód
- Hikaru no go (2001. október – 2003. március) – 75 epizód
- Kogepan (2001. november) – 10 epizód
- Vadmacska kommandó (Tokyo Mew Mew) (2002. április – 2003. március) – 52 epizód
- The Twelve Kingdoms (2002. április – 2003. március) – 45 epizód
- Tokyo Underground (2002. április – 2002. szeptember) – 26 epizód
- PiNMeN (2002. június) – 12 epizód
- Naruto (2002. október – 2007. február) – 220 epizód
- E's Otherwise (2003. április – 2003. szeptember) – 26 epizód
- Detective School Q (2003. április – 2004. március) – 45 epizód
- Saiyuki Reload (2003. október – 2004. március) – 25 epizód
- Mezzo DSA (2004. január – 2004. március) – 13 epizód
- Saiyuki Reload Gunlock (2004. április – 2004. szeptember) – 26 epizód
- Midori no Hibi (2004. április – 2004. június) – 13 epizód
- Bleach (2004. október – 2012. március, 2022. október – 2026. ) – 366 epizód + 52 epizód
- Doraemon (2005. április – jelen) – 300+ epizód – Shin–Ei Animation koprodukció
- Emma – A Victorian Romance (2005. április – 2005. június) – 12 epizód
- Sugar Sugar Rune (2005. július – 2006. június) – 51 epizód
- Naruto: Shippūden (2007. február – 2017. március) – 500 epizód
- Blue Dragon (2007. április – 2008. március) – 51 epizód
- Emma – A Victorian Romance: Second Act (2007. április – 2007. július) – 12 epizód
- Blue Dragon Tenkai no Shichi Ryū (2008. április – 2009. március) – 51 epizód
- Hanasakeru Seishōnen (2009. április – 2010. február) – 39 epizód
- Yumeiro Pâtissière (2009. október – 2010. szeptember) – 50 epizód – Studio Hibari koprodukció
- Tegami Bachi (Letter Bee) (2009. október – 2010. március) – 25 epizód

### 2010–es évek
- Tegami Bachi REVERSE (Letter Bee REVERSE) (2010. október – 2011. március) – 25 epizód
- Yumeiro Pâtissière SP Professional (2010. október – 2010. december) – 13 epizód – Studio Hibari koprodukció
- Level E (2011. január – 2011. április) – 13 epizód – David Production koprodukció
- Beelzebub (2011. január – jelen) – 24 epizód
- Boruto: Naruto Next Generations (2017. április - 2023. március) 293 epizód
- Black Clover (2017. október - jelen)

## Filmek
Megjegyzés: A lista nem teljes
- Urusei Yatsura: Only You (1983. február)
- Urusei Yatsura 2: Beautiful Dreamer (1984. február)
- Aitsu to Lullaby: Suiyobi no Cinderella (1987. augusztus)
- Bari Bari Densetsu (1987. augusztus)
- Kimagure Orenjie ☆ Rōdo - Ano Hi ni Kaeritai (1988. október)
- Osomatsu-kun (1989. március)
- Maroko (1990. március)
- Kumo no yō ni Kaze no yō ni (Like the Clouds, Like the Wind) (1990. március)
- Gekkou no Piasu (1991. december)
- Yu Yu Hakusho (1993. július)
- Yu Yu Hakusho: Meikai sitó hen – Honó no kizuna (1994. április)
- Ninku: The Movie (1995. július)
- Shin Kimagure Orenjie ☆ Rōdo - Soshite, Ano Natsu no Hajimari (1996. november)
- Chiisana Kyojin Microman Dai Gekisen! Microman VS Saikyō Senshi Gorugon (1999. július)
- Gensōmaden Saiyūki: Requiem (2001. augusztus)
- Ryokan-san (2003. július)
- Gekijōban Naruto: Daikatsugeki! Yukihime Ninpōchō dattebayo!! (2004. augusztus)
- Gekijōban Naruto: Daigekitotsu! Maboroshi no Chiteiiseki Dattebayo (2005. augusztus)
- Gekijōban Naruto: Dai Kōfun! Mikazuki-jima no Animaru Panikku Dattebayo! (2006. augusztus)
- Bleach: Elveszett emlékek (Gekijōban Bleach: Memories of Nobody (2006. december)
- Gekijōban Naruto Shippūden (2007. augusztus)
- Bleach: A gyémántpor lázadás (Gekijōban Bleach: The DiamondDust Rebellion - Mó hitocu no hjórinmaru) (2007. december)
- Gekijōban Naruto Shippūden: Kizuna (2008. augusztus)
- Bleach: Homályos emlékek (Gekijōban Bleach: Fade to Black - Kimi no na o jobu) (2008. december)
- Gekijōban Naruto Shippūden: Hi no Ishi wo Tsugumono (2009. augusztus)
- Gekijōban Naruto Shippūden: Za Rosuto Tawā (2010. július)
- Bleach: A pokol fejezet (Gekijōban Bleach: Dzsigoku-hen) (2010. december)
- Onigamiden (2011. április)

## OVA
Megjegyzés: A lista nem teljes

### 1980–as évek
- Dallos (1983. december - 1984. július) - 4 epizód
- Mahō no Tenshi Creamy Mami : Eien no Once More (1984. október)
- Area 88 - ACT I: Uragiri no ōzora (1985. február)
- Mahō no Tenshi Creamy Mami : Long Goodbye (1985. június)
- Cosmo Police Justy (1985. augusztus)
- Area 88 - ACT II: Ōkami-tachi no jōken (1985. augusztus)
- Dallos Special (1984. augusztus)
- Nils Holgersson csodálatos utazása a vadludakkal (1985. október)
- Fire Tripper (1985. december)
- Go Go Toraemon (1986. április)
- Bari Bari Densetsu - PART I: Tsukuba-hen (1986. május)
- The Supergal (1986. május)
- Area 88 - ACT III: Moeru shinkirō (1986. augusztus)
- Magical Emi SEMISHIGURE (1986. szeptember)
- Bari Bari Densetsu - PART II: Suzuka-hen (1986. december)
- Harbor Light Monogatari ~ Fashion Lala Yori ~ (1987. március)
- Warau Hyōteki (1987. március)
- Majokko Club Yoningumi - A Kuukan Kara no Alien X (1987. július)
- Lily-CAT (1987. szeptember)
- Salamander (1988. február - 1989. február) - 3 epizód
- Orenjie ☆ Rōdo - White Lovers (1989. március)
- Orenjie ☆ Rōdo - Hawaiian Suspense (1989. április)
- Moeru! Onii-san (1989. július - 1989. augusztus) - 2 epizód
- Gosenzo-sama Banbanzai! - Akufu Ie wo Yaburu (1989. augusztus)
- Hi-Speed Jecy - Vol.1 PROLOGUE Kibaku (1989. szeptember)
- Hi-Speed Jecy - Vol.2 MOBIUS Kioku (1989. szeptember)
- Gosenzo-sama Banbanzai! - Shuchinikurin (1989. szeptember)
- Hi-Speed Jecy - Vol.3 FIGHT Tsuigeki (1989. október)
- Hi-Speed Jecy - Vol.4 ZONE Ma sora (1989. október)
- Gosenzo-sama Banbanzai! - Koshitantan (1989. október)
- BAOH Baō-raihōsya (1989. november)
- Hi-Speed Jecy - Vol.5 HIGHJACK Kansei (1989. november)
- Hi-Speed Jecy - Vol.6 STAMPEDE Kyokai (1989. november)
- Gosenzo-sama Banbanzai! - Kendochourai (1989. november)
- Gosenzo-sama Banbanzai! - Ichirentakushou (1989. december)

### 1990–es évek
- Hi-Speed Jecy - Vol.7 FIRE Aizō (1990. január)
- Hi-Speed Jecy - Vol.8 AMBIVALENT Shibo (1990. január)
- Gosenzo-sama Banbanzai! - Kochou no Yume (1990. január)
- Hi-Speed Jecy - Vol.9 TIANA Tanjō (1990. február)
- Hi-Speed Jecy - Vol.10 DUMMY Ansatsu (1990. február)
- Hi-Speed Jecy - Vol.11 KHAOS Senjō (1990. március)
- Hi-Speed Jecy - Vol.12 Eien ni... (1990. március)
- Ultraman Graffiti (1990. augusztus)
- Osomatsu-kun (1990. augusztus)
- Orenjie ☆ Rōdo - An Unexpected Situation (1991. január)
- Orenjie ☆ Rōdo - Message in Rouge (1991. január)
- Shakotan ☆ Boogie - Ano musume to sukyandaru (1991. február)
- Anime V komikku rentaman sōkan dai 1-gō (1991. május)
- Anime V komikku rentaman dai 2-gō (1991. július)
- Kyofu Shinbun - Mayonaka ni Kikkai na Shinbun ga Kita (1991. július)
- Shakotan ☆ Boogie - Komazaki-kun kara no tegami (1991. augusztus)
- Ushiro no Hyakutarō - Kokkuri satsujin jiken (1991. augusztus)
- Kyofu Shinbun - Innenrei wa Nana Dai Tataru (1991. szeptember)
- Anime V komikku rentaman dai 3-gō (1991. szeptember)
- Ushiro no Hyakutarō - Kasoke-tai ridatsu (1991. október)
- Anime V komikku rentaman dai 4-gō (1991. november)
- Koko wa Greenwood I - Nanji no nichijō o aiseyo (1991. november)
- Shakotan ☆ Boogie - Sebun no Mayumi (1992. január)
- Eguchi Hisashi no Kotobuki Goro Show (1992. február)
- Koko wa Greenwood II - Nagisa-kyō hashi kyoku (1992. február)
- Yumemakura (1992. március)
- Abashiri Family (1992. március)
- Ruri-iro Princess (1992. március) - 2 epizód
- Shakotan ☆ Boogie - Kōji my love (1992. július)
- Koko wa Greenwood III - Gakuen-sai shuppin-saku "koko wa maō no mori" (1992. november)
- Koko wa Greenwood IV - Kō-ryū to gōsuto ~ ryokurin ryō no maboroshi (1992. november)
- Eien no Filena (1992. december - 1993. február) - 6 epizód
- Koko wa Greenwood V - Kun o sukide yokatta (zenpen) (1992. február)
- Koko wa Greenwood VI - Kun o sukide yokatta (kōhen) (1992. március)
- Kyō Kara Ore Wa!! 1 (1993. április)
- Tensai Eri-chan (1993. július)
- BASARA (1993. augusztus)
- Arslan Senki (1993. október - 1993. december) - 2 epizód (a III és IV)
- Plastic Little (1994. március)
- Kyō Kara Ore Wa!! 2 Yūhi ni Akai Hikyo-mono (1994. május)
- Kyō Kara Ore Wa!! 3 Nihonichi no Wagamama Otoko (1994. augusztus)
- Tanjō ~Debut~ Vol.1 Tsumasaki de koi (1994. szeptember)
- Yū ☆ Yū ☆ Hakusho: Eizō Hakusho (1994. szeptember - 1994. október) - 2 epizód
- KEY THE METAL IDOL Ver1 "Kidō" (1994. december)
- Tanjō ~Debut~ Vol.2 Dear My Friend (1994. december)
- KEY THE METAL IDOL Ver2 "Cursor I" (1995. február)
- KEY THE METAL IDOL Ver3 "Cursor II" (1995. március)
- KEY THE METAL IDOL Ver4 "Access" (1995. április)
- Kyō Kara Ore Wa!! 4 Name ni Anata wa Kyōto e iku no! (1995. május)
- KEY THE METAL IDOL Ver5 "Scroll I" (1995. június)
- KEY THE METAL IDOL Ver6 "Scroll II" (1995. július)
- KEY THE METAL IDOL Ver7 "Run" (1995. augusztus)
- Kyō Kara Ore Wa!! 5 Namonaku Mazushiku Zurukkok (1995. november)
- Yū ☆ Yū ☆ Hakusho: Eizō Hakusho II ~Yūsuke no Akira~ (1995. december)
- Yū ☆ Yū ☆ Hakusho: Eizō Hakusho II ~Kurama no Akira~ (1996. január)
- Yū ☆ Yū ☆ Hakusho: Eizō Hakusho II ~Hiei no Akira~ (1996. január)
- Kyō Kara Ore Wa!! 6 Kyakushū・Bōtodachi no Rarabai (1996. február)
- KEY THE METAL IDOL Ver8 "Goto" (1996. február)
- Yū ☆ Yū ☆ Hakusho: Eizō Hakusho II ~Kuwabara no Akira~ (1996. február)
- KEY THE METAL IDOL Ver9 "Return" (1996. március)
- Boku no Marī - The Birth Of Marie (1996. március)
- KEY THE METAL IDOL Ver10 "Bug" (1996. április)
- KEY THE METAL IDOL Ver11 "Save" (1996. május)
- Boku no Marī - The Appearance of Hibiki Kennou (1996. május)
- Sonic the Hedgehog (1996. május) - 2 epizód
- KEY THE METAL IDOL Ver12 "Virus I" (1996. július)
- Fushigi Yūgi Special ~ Watase Yuu selection ~ (1996. július) - 2 epizód
- Kyō Kara Ore Wa!! 7 Mabudachi Sakusen Go!Go!Go! (1996. augusztus)
- KEY THE METAL IDOL Ver13 "Virus II" (1996. augusztus)
- Boku no Marī - Dreaming Android (1996. augusztus)
- Fushigi Yūgi - Ushinaishi Kizuna (1996. október)
- Fushigi Yūgi - Kanashiki Senkō (1996. december)
- Kyō Kara Ore Wa!! 8 Dōjō Yaburi o Buttobase! (1996. december)
- Fushigi Yūgi - Wakare... Soshite (1997. február)
- KEY THE METAL IDOL Ver14 "System" (1997. március)
- Fushigi Yūgi - Kowaku no Taidō (1997. május)
- KEY THE METAL IDOL Ver15 "Shūryō" (1997. június)
- Fushigi Yūgi - Chinmoku no Warabe (1997. szeptember)
- Yakumo Tatsu Part 1 (1997. október)
- Jake no okurimono (1997. november)
- Yakumo Tatsu Part 2 (1997. november)
- Fushigi Yūgi - Tensei no Hatsuro (1997. december)
- Kyō Kara Ore Wa!! 9 Onsu・Apon・A・Taimu・In・Chiba (1997. december)
- Kyō Kara Ore Wa!! 10 Gokudō no Tsumahajiki-dachi (1997. december)
- Fushigi Yūgi - Yūgi no Honō (1998. február)
- Shin Otokogi - Bōshū Murata-gumi tanjō! (1998. május)
- Fushigi Yūgi - Hakanaki Mizukagami (1998. május)
- Shin Otokogi - Sensen fukoku! (1998. szeptember)
- Fushigi Yūgi - Ashita Au Tame ni (1998. október)
- Tenamonya Voyagers (1999. június - 1999. december) - 4 epizód

### 2000–es évek
- Fushigi Yugi - Eikoden (2001. december - 2002. június) - 4 epizód
- From I"s (2002. december - 2003. március) - 2 epizód
- I"s Pure (2005. december - 2006. június) - 6 epizód
- Saiyūki RELOAD - burial - (2007. április - 2008. március) - 3 epizód